# Sedm chlebů
Sedm chlebů je pískovcová formace v oblasti Kokořínska ležící nedaleko jeskyně Mordloch.
Skalní útvar se nachází několik desítek metrů od žlutě turistické trasy vedoucí ze Stračí do Želíz a je k němu vedena též žlutě značená odbočka. Formace se nazývá Sedm chlebů, protože připomíná sedm na sobě postavených bochníků.